# OPP (Rave)
 For alternative betydninger, se OPP. (Se også artikler, som begynder med OPP)
OPP (Other People's Property) er en række af meget populære ulovlige raves i Århus afholdt i 2006 og 2007.
Første OPP blev holdt lørdag den 3. juni 2006 i et kælderlokale på Århus Havn. Anden fest blev holdt den 12. august i en forladt industribygning på Finderupvej og en tredje blev afholdt den 14. oktoberi en bygning på Ringvejen. Begge bygninger blev revet ned i november 2006.
I 2007 blev der holdt et OPP den 12. maj og den 11. august.
De to sidste fester blev begge lukket af politiet efter nogle timer. Den sidste fest blev genoptaget på havneområdet cirka en time efter festen var blevet lukket af politiet. 

## Arrangører
Bag OPP står otte personer fra det elektroniske undergrundsmiljø i Århus. Seks af disse otte personer er endvidere DJ's til OPP-festerne, disse udgør dj-kollektivet The Usual Suspects, som også har spillet på Fabriken og pAKHUSET. Musikken til festerne er af genren techno.

## Baggrund
OPP er blevet til på baggrund af de otte arrangørers utilfredshed med det, de mener, er et stillestående og forudsigeligt musik- og clubbingmiljø i Århus. Arrangørerne ville med OPP genskabe noget af den ånd, der herskede på den elektroniske scene i 1990'erne, hvor der ifølge arrangørerne var flere alternative spillesteder, hvor den elektroniske musik kunne dyrkes. 

### Arrangørernes holdning
En af de anonyme arrangører udtrykker det således i en artikel bragt i JP Århus Plus:
| Citat | Det handler fuldstændig om musikken, men den skal have den rigtige scene. Det er derfor, vi gør det. Vi er så trætte af, at man ikke kan spille den genge nogen steder. Det hele er blevet så klinisk, og alle de små spillesteder er lukket. Alle de ligegyldige dj-cafeer langs åen har ødelagt meget for den elektroniske clubmusik. Der er et kæmpestort vakuum, folk, der har et initiativ, har ikke noget sted at gå hem. Det er katastrofalt i Århus, at man ikke kan få lov til at udøve sin musik. Den elektroniske scene har altid dyrket den rå location, og at dansegulvet er festen. Det var en helt anden musikoplevelse, hvor man inddrog folk i festen. | Citat |
|       | |       |

## Navnet
OPP står for Other People's Property. Navnet refererer til hip-hop-nummeret af samme navn af den amerikanske hiphopgruppe, Naughty by Nature. Desuden er det en henvisning til PPP eller Pirate Party Pack, som var en serie lignende fester i København.

## Arrangering
Eftersom OPP-festerne er ulovlige ifølge Straffelovens § 264, idet festerne holdes i ulovligt indtagede bygninger, bliver stedet for festerne først afsløret få timer inden de løber af stabelen. Informationen om festerne bliver sendt ud via sms og på MySpace.
OPP-festerne blev nomineret som "Årets Danske Klub-event" ved Danish DeeJay Awards i marts 2007.